# Campanha publicitária
Campanha publicitária é o termo utilizado pelos profissionais da área de publicidade para explicar o conjunto de anúncios dentro de um único planejamento para um determinado anunciante por um tempo determinado.
Segundo Públio (2008), um anúncio isolado, por mais criativo que seja, tem muito pouca eficácia comparada com uma campanha completa, com diversas peças diferentes, desde que mantenham o mesmo conceito criativo.
Geralmente grandes anunciantes utilizam um maior número de anúncios distintos dentro de uma mesma campanha publicitária que pode ser usada para vender um produto, um serviço ou a própria marca (publicidade institucional).
A campanha publicitária pode ser constituída de peças em diversos meios de comunicação, seja de massa (rádio, televisão, jornais, revistas) ou segmentado (mala direta, telemarketing, e-mail marketing) que são explorados de acordo com um planejamento prévio de ações obtidos por dados colhidos em Pesquisa de Mercado, no decorrer de um período. Outra modalidade de ação que pode constituir uma campanha é a promocional (degustação, distribuição de brindes em pontos de venda, shows promocionais, desfile de modelos e eventos em geral).
A principal característica de uma campanha publicitária é que, seja qual for o meio ou ação explorada, as peças que a constituem devem preservar uma identidade entre si, uma uniformidade tanto editorial (textos) quanto visual, para causar sinergia entre eles com objetivo de aumentar o impacto da campanha.
Os recentes avanços nos sistemas de informação estão mudando rapidamente as prioridades e investimentos em campanhas publicitárias, visto que o consumidor ou interessado pode ser informado por vias mais específicas, inclusive o boca a boca, dispensando em muitos casos campanhas tradicionais de lançamento ou divulgação de produtos.